# Wroxeter
Wroxeter je vesnice v hrabství Shropshire v Anglii, poblíž hranic s Walesem. Vesnice se nachází asi 8 km jihovýchodně od Shrewsbury a protéká jí řeka Severn.
Wroxeter je známý především díky ruinám antického města Viroconium Cornoviorum, které zde vystavěli Římané po dobytí Británie. Bylo to pravděpodobně čtvrté největší město římské Británie.
Pěstuje se zde červené víno a jako v celém Spojeném království se tu chovají ovce.